# Cyrtopodion gastrophole
Espèce
Synonymes
- Gymnodactylus gastropholis Werner, 1917

Statut de conservation UICN

 DD  : Données insuffisantes
Cyrtopodion gastrophole est une espèce de geckos de la famille des Gekkonidae.

## Répartition
Cette espèce est endémique de la province du Fars en Iran.

## Description
C'est un gecko terrestre, nocturne et insectivore, dans sa description Werner indique que le spécimens en sa possession mesure 47 mm.

## Publication originale
- Werner, 1917 : Reptilien aus Persien (Provinz Fars). Verhandlungen der Kaiserlich-Königlichen Zoologisch-Botanischen Gesellschaft in Wien, vol. 67, p. 191-220 (texte intégral).